# Coelotes coenobita
Coelotes coenobita là một loài nhện trong họ Amaurobiidae.
Loài này thuộc chi Coelotes. Coelotes coenobita được Paolo Marcello Brignoli miêu tả năm 1978.